# Hyophila acuminata
Hyophila acuminata är en bladmossart som beskrevs av Brotherus och Potier de la Varde 1920. Hyophila acuminata ingår i släktet Hyophila och familjen Pottiaceae. Inga underarter finns listade i Catalogue of Life.